# Oinville-Saint-Liphard
Oinville-Saint-Liphard is een gemeente in het Franse departement Eure-et-Loir (regio Centre-Val de Loire) en telt 269 inwoners (1999). De plaats maakt deel uit van het arrondissement Chartres.

## Geografie
De oppervlakte van Oinville-Saint-Liphard bedraagt 22,7 km², de bevolkingsdichtheid is 11,9 inwoners per km².

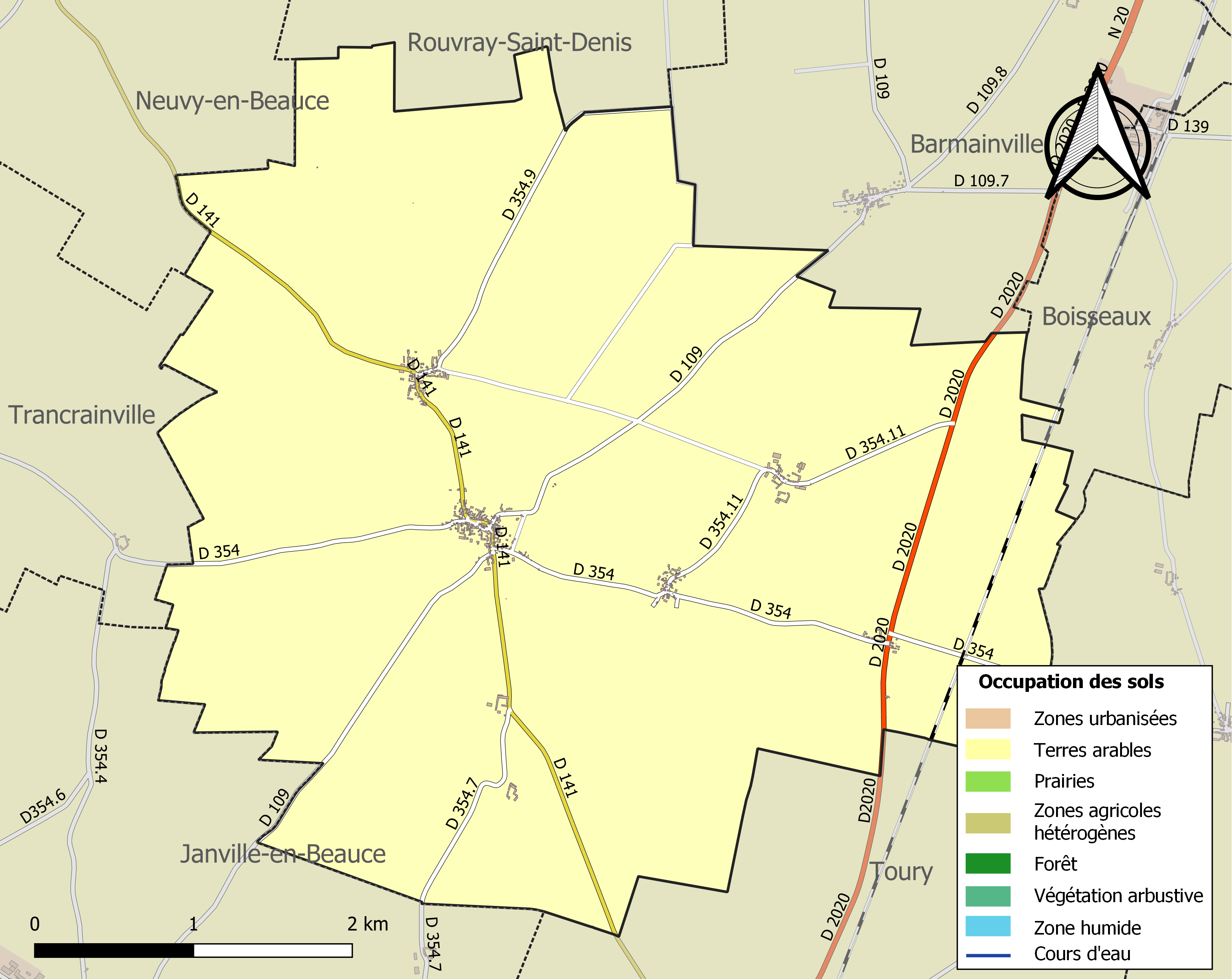
Kaart van de gemeente met de belangrijkste infrastructuur, bodemgebruik en omliggende gemeenten

## Demografie
Onderstaande figuur toont het verloop van het inwonertal (bron: INSEE-tellingen).